# Danielle Carruthers
Danielle Carruthers (Paducah, 22 december 1979) is een Amerikaanse hordeloopster, die in eerste instantie bekendheid kreeg met het atletiekteam van de universiteit van Indiana.

## Loopbaan
Carruthers werd achtste op de universiade van 2001, vierde op de 60 m horden op de wereldindoorkampioenschappen van 2006 en zevende op de 100 m horden bij de wereldatletiekfinale in datzelfde jaar. In 2002 won ze een zilveren medaille op de NACAC (onder 25 jaar).

## Titels
- Amerikaans indoorkampioene 60 m horden - 2005, 2006

## Persoonlijke records
Outdoor
| Onderdeel    | Prestatie | Datum            | Plaats      |
| ------------ | --------- | ---------------- | ----------- |
| 100 m        | 11,43     | 19 mei 2001      | Bloomington |
| 200 m        | 23,24     | 19 mei 2001      | Bloomington |
| 100 m horden | 12,47     | 3 september 2011 | Daegu       |

Indoor
| Onderdeel   | Prestatie | Datum            | Plaats          |
| ----------- | --------- | ---------------- | --------------- |
| 60 m        | 7,26      | 24 februari 2002 | University Park |
| 200 m       | 23,70     | 23 februari 2002 | University Park |
| 50 m horden | 6,99      | 10 februari 2009 | Liévin          |
| 60 m horden | 7,88      | 11 maart 2006    | Moskou          |

## Palmares

### 60 m horden
- 2006: 4e WK indoor - 7,88 s

### 100 m horden
Kampioenschappen
- 2006: 7e Wereldatletiekfinale - 12,89 s
- 2009: 8e Wereldatletiekfinale - 13,37 s
- 2011:  WK - 12,47 s

Golden League-podiumplek
- 2006:  Bislett Games – 12,85 s

Diamond League-podiumplekken
- 2010:  British Grand Prix – 12,98 s
- 2010:  Herculis – 12,68 s
- 2011:  Eindzege Diamond League
- 2011:  Qatar Athletic Super Grand Prix – 12,64 s
- 2011:  Golden Gala – 12,80 s
- 2011:  Adidas Grand Prix – 13,04 s
- 2011:  Athletissima – 12,48 s
- 2011:  British Grand Prix – 12,52 s
- 2011:  Aviva London Grand Prix – 12,67 s
- 2011:  Memorial Van Damme – 12,65 s